# بربارة إيفرت
بربارة إيفرت (بالإنجليزية: Barbara Everett)‏ هي ناقدة أدبية بريطانية، ولدت في 1932.